# Wanda (voornaam)

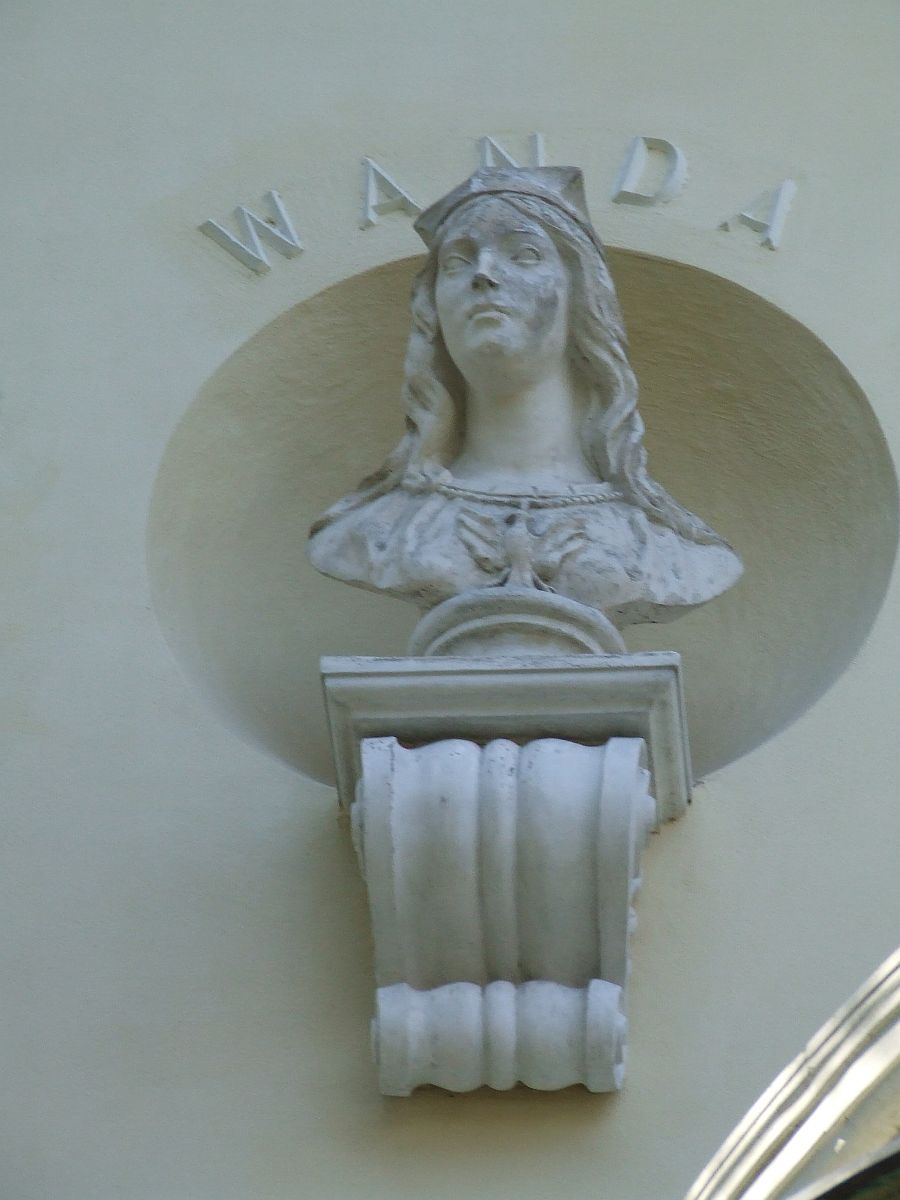
Buste van Prinses Wanda in het Krasińskipaleis te Ursynów

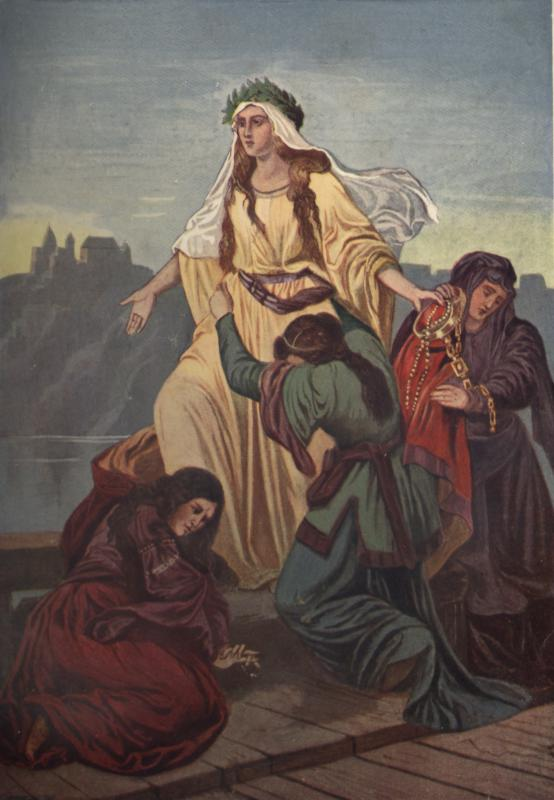
Prinses Wanda

Wanda is van oorsprong een Slavische of Poolse voornaam.
De naam is afgeleid van het woord Wandalów dat vertaald kan worden als Vandalen. Een andere mogelijke afleiding is van het Poolse woord Wendowie (Wenden, een stam die behoort tot de Slaven). In dit geval betekent Wanda "de Slavische".

## Bekende naamdraagsters
- Prinses Wanda, een prinses in Poolse sagen
- Wanda De Jesús, Amerikaanse televisie- en filmactrice van Puerto Ricaanse afkomst.
- Wanda Gertz, Poolse majoor in het Armia Krajowa
- Wanda Guenette, Canadese volleybalspeelster
- Wanda Jackson, Amerikaanse rockabilly-zangeres
- Wanda Jakubowska, Poolse filmregisseur
- Wanda Jean Allen, Amerikaanse moordenares
- Wanda Joosten, Belgische actrice
- Wanda Klaff, Duitse Aufseherin in Stutthof
- Wanda Łyżwińska, Poolse politica
- Wanda Landowska, Frans-Poolse klavecimbelspeelster
- Wanda Malecka, Poolse schrijfster en dichteres
- Wanda Panfil Poolse langeafstandloopster
- Wanda Perry-Josephs, Amerikaanse gospelmuzikante
- Wanda Piłsudska, dochter van de Poolse majoor Józef Piłsudski
- Wanda Reisel, Nederlandse schrijfster
- Wanda Rijo, gewichthefster uit de Dominicaanse Republiek
- Wanda Rutkiewicz, Poolse bergbeklimster
- Wanda Sykes, Amerikaanse comédienne
- Wanda Tinasky Amerikaanse dakloze schrijfster (vermoedelijk een pseudoniem van Tom Hawkins)
- Wanda Toscanini Horowitz, dochter van Arturo Toscanini en echtgenote van Vladimir Horowitz
- Wanda Wasilewska, Poolse schrijfster en communistische politica
- Wanda Wiłkomirska, Poolse violiste